# 槍道
槍道（そうどう）は、槍術を現代武道化したものである。剣道のような防具を着装し、木槍（もくやり）を用いて相手と打突し合う競技である。様々な団体が独自のルールで活動しているが、ここでは全日本槍道連盟が行うものについて解説する。

## 歴史
2015年（平成27年）4月に宝蔵院流槍術、貫流、佐分利流、風傳流、疋田流といった槍術流派や総合流派の天真正伝香取神道流、鹿島神流、馬庭念流、荒木流軍用小具足、西郷派大東流合気武術の槍術を参考にして全日本槍道連盟独自の槍道を制定している。

## 木槍
試合や稽古で使用する木槍は赤樫、白樫、全日本槍道連盟が認めた木製のものとなっており、素槍は槍先にタンポを必ず装着し、長さは中学生が220cm以内、高校生が225cm以内、大学生・一般が230cm以内となっている。重さや太さは特に指定はされていないが、女性の場合は軽くて細いものを推奨している。鎌槍は槍先が両方に鎌をつけたもののみで片方しかないものは認めていない。

## 試合
試合は希望者のみで行われ、槍道具は剣道と同じ面、胴、小手、垂れを用い、服装は稽古着、袴を着用する。9mまたは11m四方の試合場の中で相手の面（正面及び左右面）、小手（右小手および左小手）、胴（右胴および左胴）、垂れ（突き）を打突することで競技する。

## 段級・称号
全日本槍道連盟が段級位および称号（範士、教士、錬士）を授与している。